# 萨尔贡青铜头像
萨尔贡青铜头像是阿卡德帝国的一个青铜头像，它的制作时间可追溯至公元前2250 年。这个头像属于阿卡德的一位帝王，可能是萨尔贡大帝，或是他的孙子纳拉姆辛，也有可能是帝国的一位高级政要。
这颗青铜头像高三十六厘米，发现于古尼尼微遗址的伊什塔尔神庙（位于今伊拉克摩苏尔附近）。
萨尔贡青铜头像曾收藏于伊拉克国家博物馆，然而，2003年4月伊拉克战争爆发，在美军的纵容下，这个头像和其他数千件文物被掠夺者抢走，头像也被分成了数百块。直到2012年，仍没有有关这个青铜头像下落的消息。